# Академічне веслування на літніх Олімпійських іграх 2024 — парні двійки, легка вага (жінки)
Змагання з академічного веслування в парних двійках легкої ваги серед жінок на літніх Олімпійських іграх 2020 у Парижі тривають з 28 липня до 2 серпня на Національному олімпійському морському стадіоні Іль-де-Франс у Вер-сюр-Марні. Змагаються 32 веслувальниці (16 двійок) з 16 країн.

## Рекорди
Перед змаганнями чинні світовий та олімпійський рекорди були такі:
| Світовий рекорд     | Велика Британія | 6:40.47 | Варезе, Італія | 2023 |
| Олімпійський рекорд | Італія          | 6:41.36 | Токіо, Японія  | 2021 |

## Результати

### Попередні запливи
Перші два човни з кожного запливу кваліфікувалися до півфіналів, а решта - потрапили до втішного запливу.

#### Заплив 1
| Місце | Доріжка | Веслувальниці                           | Країна                | Час     | Нотатки |
| ----- | ------- | --------------------------------------- | --------------------- | ------- | ------- |
| 1     | 5       | Емілі Крейґ Імоджен Ґрант               | Велика Британія (GBR) | 7:04.20 | Q       |
| 2     | 6       | Дімітра Конту Зої Фіціу                 | Греція (GRE)          | 7:08.51 | Q       |
| 3     | 1       | Аойф Кейсі Марґарет Кремен              | Ірландія (IRL)        | 7:12.89 | В       |
| 4     | 3       | Луїза Альтенгубер Лара Тіфенталер       | Австрія (AUT)         | 7:24.14 | В       |
| 5     | 2       | Хадіджа Крімі Сельма Дауаді             | Туніс (TUN)           | 7:31.19 | В       |
| 6     | 4       | Соня Балуццо К'яруццо Евелін Сільвестро | Аргентина (ARG)       | 7:36.43 | В       |

#### Заплив 2
| Місце | Доріжка | Веслувальниці                                  | Країна        | Час     | Нотатки |
| ----- | ------- | ---------------------------------------------- | ------------- | ------- | ------- |
| 1     | 4       | Джаніна Елена ван Ґроніґен Йонела Лівія Козмюк | Румунія (ROU) | 7:03.83 | Q       |
| 2     | 5       | Моллі Рекфорд Мішелл Сечсер                    | США (USA)     | 7:12.65 | Q       |
| 3     | 2       | Алессія Паласіос Валерія Паласіос              | Перу (PER)    | 7:32.68 | В       |
| 4     | 3       | Магса Джавар Зейнаб Норузі                     | Іран (IRI)    | 7:35.97 | В       |
| 5     | 1       | Емі Хіроучі Аямі Оїші                          | Японія (JPN)  | 7:39.17 | В       |

#### Заплив 3
| Місце | Доріжка | Веслувальниці                  | Країна              | Час     | Нотатки |
| ----- | ------- | ------------------------------ | ------------------- | ------- | ------- |
| 1     | 4       | Шеннон Кокс Джекі Кіддл        | Нова Зеландія (NZL) | 7:02.25 | Q       |
| 2     | 3       | Клер Бове Лора Тарантола       | Франція (FRA)       | 7:03.22 | Q       |
| 3     | 2       | Дженніфер Кассон Джилл Моффатт | Канада (CAN)        | 7:09.45 | В       |
| 4     | 5       | Мартина Радош Катажина Велна   | Польща (POL)        | 7:11.14 | В       |
| 5     | 1       | Цзоу Цзяці Цю Сюпін            | Китай (CHN)         | 7:39.17 | В       |

### Втішні запливи
Перші три човни з кожного запливу кваліфікувалися до півфіналів, решта - потрапляють до фіналу C.

#### Втішний заплив 1
| Місце | Доріжка | Веслувальниці                           | Країна          | Час     | Нотатки |
| ----- | ------- | --------------------------------------- | --------------- | ------- | ------- |
| 1     | 4       | Аойф Кейсі Марґарет Кремен              | Ірландія (IRL)  | 7:11.38 | Q       |
| 2     | 3       | Дженніфер Кассон Джилл Моффатт          | Канада (CAN)    | 7:16.81 | Q       |
| 3     | 1       | Соня Балуццо К'яруццо Евелін Сільвестро | Аргентина (ARG) | 7:29.76 | Q       |
| 4     | 2       | Магса Джавар Зейнаб Норузі              | Іран (IRI)      | 7:35.56 | C       |
| 5     | 5       | Цзоу Цзяці Цю Сюпін                     | Китай (CHN)     | 7:42.66 | C       |

#### Втішний заплив 2
| Місце | Доріжка | Веслувальниці                     | Країна        | Час     | Нотатки |
| ----- | ------- | --------------------------------- | ------------- | ------- | ------- |
| 1     | 2       | Мартина Радош Катажина Велна      | Польща (POL)  | 7:16.26 | Q       |
| 2     | 4       | Луїза Альтенгубер Лара Тіфенталер | Австрія (AUT) | 7:17.77 | Q       |
| 3     | 1       | Хадіджа Крімі Сельма Дауаді       | Туніс (TUN)   | 7:25.21 | Q       |
| 4     | 3       | Алессія Паласіос Валерія Паласіос | Перу (PER)    | 7:28.58 | C       |
| 5     | 5       | Емі Хіроучі Аямі Оїші             | Японія (JPN)  | 7:31.14 | C       |

### Півфінали

#### Півфінал A/B 1
| Місце | Доріжка | Веслувальниці                           | Країна                | Час     | Нотатки |
| ----- | ------- | --------------------------------------- | --------------------- | ------- | ------- |
| 1     | 3       | Емілі Крейґ Імоджен Ґрант               | Велика Британія (GBR) | 6:59.79 | FA      |
| 2     | 4       | Шеннон Кокс Джекі Кіддл                 | Нова Зеландія (NZL)   | 7:02.86 | FA      |
| 3     | 2       | Моллі Рекфорд Мішелл Сечсер             | США (USA)             | 7:05.03 | FA      |
| 4     | 5       | Мартина Радош Катажина Велна            | Польща (POL)          | 7:06.69 | FB      |
| 5     | 1       | Дженніфер Кассон Джилл Моффатт          | Канада (CAN)          | 7:13.36 | FB      |
| 6     | 6       | Соня Балуццо К'яруццо Евелін Сільвестро | Аргентина (ARG)       | 7:33.41 | FB      |

#### Півфінал A/B 2
| Місце | Доріжка | Веслувальниці                                  | Країна         | Час     | Нотатки |
| ----- | ------- | ---------------------------------------------- | -------------- | ------- | ------- |
| 1     | 3       | Джаніна Елена ван Ґроніґен Йонела Лівія Козмюк | Румунія (ROU)  | 6:56.65 | FA      |
| 2     | 2       | Дімітра Конту Зої Фіціу                        | Греція (GRE)   | 6:57.90 | FA      |
| 3     | 5       | Аойф Кейсі Марґарет Кремен                     | Ірландія (IRL) | 6:59.72 | FA      |
| 4     | 4       | Клер Бове Лора Тарантола                       | Франція (FRA)  | 7:03.22 | FB      |
| 5     | 1       | Луїза Альтенгубер Лара Тіфенталер              | Австрія (AUT)  | 7:19.70 | FB      |
| 6     | 6       | Хадіджа Крімі Сельма Дауаді                    | Туніс (TUN)    | 7:26.39 | FB      |

### Фінали

#### Фінал C
| Місце | Доріжка | Веслувальниці                     | Країна       | Час     | Нотатки |
| ----- | ------- | --------------------------------- | ------------ | ------- | ------- |
| 13    | 1       | Цзоу Цзяці Цю Сюпін               | Китай (CHN)  | 7:07.55 |         |
| 14    | 2       | Алессія Паласіос Валерія Паласіос | Перу (PER)   | 7:12.27 |         |
| 15    | 4       | Емі Хіроучі Аямі Оїші             | Японія (JPN) | 7:14.00 |         |
| 16    | 3       | Магса Джавар Зейнаб Норузі        | Іран (IRI)   | 7:14.32 |         |

#### Фінал B
| Місце | Доріжка | Веслувальник                            | Країна          | Час     | Нотатки |
| ----- | ------- | --------------------------------------- | --------------- | ------- | ------- |
| 7     |         | Клер Бове Лора Тарантола                | Франція (FRA)   | 7:03.24 |         |
| 8     |         | Дженніфер Кассон Джилл Моффатт          | Канада (CAN)    | 7:04.82 |         |
| 9     |         | Мартина Радош Катажина Велна            | Польща (POL)    | 7:08.47 |         |
| 10    |         | Луїза Альтенгубер Лара Тіфенталер       | Австрія (AUT)   | 7:10.02 |         |
| 11    |         | Хадіджа Крімі Сельма Дауаді             | Туніс (TUN)     | 7:21.65 |         |
| 12    |         | Соня Балуццо К'яруццо Евелін Сільвестро | Аргентина (ARG) | 7:25.86 |         |

#### Фінал A
| Місце | Доріжка | Веслувальник                 | Країна                | Час     | Нотатки |
| ----- | ------- | ---------------------------- | --------------------- | ------- | ------- |
| 1     |         | Емілі Крейґ Імоджен Ґрант    | Велика Британія (GBR) | 6:47.06 |         |
| 2     |         | Джаніна Беляге Йонела Козмюк | Румунія (ROU)         | 6:48.78 |         |
| 3     |         | Дімітра Конту Зої Фіціу      | Греція (GRE)          | 6:49.28 |         |
| 4     |         | Шеннон Кокс Джекі Кіддл      | Нова Зеландія (NZL)   | 6:51.65 |         |
| 5     |         | Аойф Кейсі Марґарет Кремен   | Ірландія (IRL)        | 6:54.57 |         |
| 6     |         | Моллі Рекфорд Мішелл Сечсер  | США (USA)             | 6:55.60 |         |